# إميلين بيثيك لورانس
إميلين بيثيك لورانس، البارونة بيثيك لورانس (لقبها قبل الزواج بيثيك، 21 أكتوبر 1867 - 11 مارس 1954) كانت ناشطة بريطانية في مجال حقوق المرأة وحق التصويت.

## حياتها المبكرة
ولدت بيثيك لورانس في بريستول باسم إيميلين بيثيك. وكان والدها هنري بيثيك رجل أعمال وتاجر جلود في أمريكا الجنوبية، وأصبح مالكًا لصحيفة ويستون غازيت، ومفوضًا لمدينة ويستون. وكانت الطفلة الثانية من بين 13 طفلًا، وجرى إرسالها إلى مدرسة داخلية في سن الثامنة. وكانت أختها الصغرى دوروثي بيثيك (الطفلة العاشرة) أيضًا مناصرة لحقوق المرأة في التصويت.

## مسيرتها المهنية وزواجها
منذ عام 1891 حتى عام 1895 عملت بيثيك «كأخت الشعب» في بعثة غرب لندن الميثودية في كليفلاند هول بالقرب من ميدان فيتزروي. وقد ساعدت ماري نيل في إدارة نادي الفتيات في البعثة. وفي عام 1895 تركت هي وماري نيل البعثة لتأسيس نادي إسبيرانس، وهو نادٍ للشابات والفتيات اللاتي لا يخضعن لقيود البعثة، ويمكنهن تعلم الرقص والدراما. وأنشأت بيثيك أيضًا بيت إسبيرانس، وهي تعاونية لصناعة الملابس بحد أدنى للأجور، ويوم عمل مدته ثماني ساعات ونظام للعطلات.
تزوجت بيثيك بفريدريك لورانس عام 1901 بعد أن غيّر آرائه السياسية ليصبح أكثر ليبرالية. وأخذ الزوجان اللقب المشترك بيثيك لورانس واحتفظا بحسابات مصرفية منفصلة لمنحهما الاستقلالية.

## نشاطها
كانت بيثيك لورانس عضوًا في جمعية حق التصويت وجرى تقديمها إلى إيميلين بانكيرست في عام 1906. وأصبحت أمينة صندوق الاتحاد الاجتماعي والسياسي للمرأة (دبليو إس بّي يو) الذي أسسته بانكيرست في عام 1903، وجمعت 134000 جنيه إسترليني على مدى ست سنوات.
حضرت بيثيك لورانس عددًا من المناسبات مع بانكيرست بما في ذلك الزيارة الفاشلة لرئيس الوزراء في أواخر يونيو عام 1908، جنبًا إلى جنب مع جيسي ستيفنسون وفلورنس هيغ ومود يواكيم وماري فيليبس، وكان هناك بعض المعاملة العنيفة للنساء المتظاهرات، وعدد من الاعتقالات.
أسست بيثيك لورانس مع زوجها جريدة فوتس فور وومين في عام 1907. وجرى القبض على الزوجين وسجنهما في عام 1912 بتهمة التآمر في أعقاب المظاهرات التي تضمنت تحطيم النوافذ، على الرغم من عدم موافقتهما على هذه التصرفات.
في أبريل عام 1913 أُفلس فريدريك بيثيك لورانس بعد أن رفض دفع تكاليف الملاحقة القضائية إيميلين بيثيك لورانس البالغة 900 جنيه إسترليني، وكان نفسه هو وإيميلين بانكيرست في أولد بيلي بتهمة التآمر لارتكاب أضرار بالممتلكات. ولاحظت صحيفة ذا إيرش تايمز بشكل لاذع أن «هذه الخطوة لا تعني أن السيد بيثيك لورانس مفلس، لأنه رجل ثري».
بعد إطلاق سراحهما من السجن جرى طرد عائلة بيثيك لورانس بشكل غير رسمي من الاتحاد الاجتماعي والسياسي للمرأة على يد إميلين بانكيرست وابنتها كريستابيل، بسبب خلافهم المستمر حول أشكال النشاط الأكثر تطرفًا التي عارضتها عائلة بيثيك لورانس. وغادرت شقيقتها دوروثي بيثيك أيضًا الاتحاد الاجتماعي والسياسي للمرأة احتجاجًا على معاملتهم، بعد أن شاركت سابقًا وجرى سجنها بسبب العمل المسلح. وانضمت عائلة بيثيك لورنس بعد ذلك إلى أغنيس هاربين وآخرين لتأسيس منظمة «المتحدون لأجل حق المرأة في التصويت»، التي تولت نشر جريدة فوتس فور وومين وكانت مفتوحة أمام النساء والرجال، المناضلين وغير المسلحين على حدٍ سواء.
في عام 1938 نشرت بيثيك لورانس مذكراتها، التي ناقشت تطرف حركة حق التصويت قبل الحرب العالمية الأولى مباشرة. وقد شاركت في إنشاء زمالة حق التصويت مع إيديث هاو مارتين لتوثيق الحركة.
في عام 1945 أصبحت الليدي بيثيك لورانس عندما أصبح زوجها بارونًا.